# Oruza atriapicata
Oruza atriapicata là một loài bướm đêm trong họ Erebidae.